# Geeste

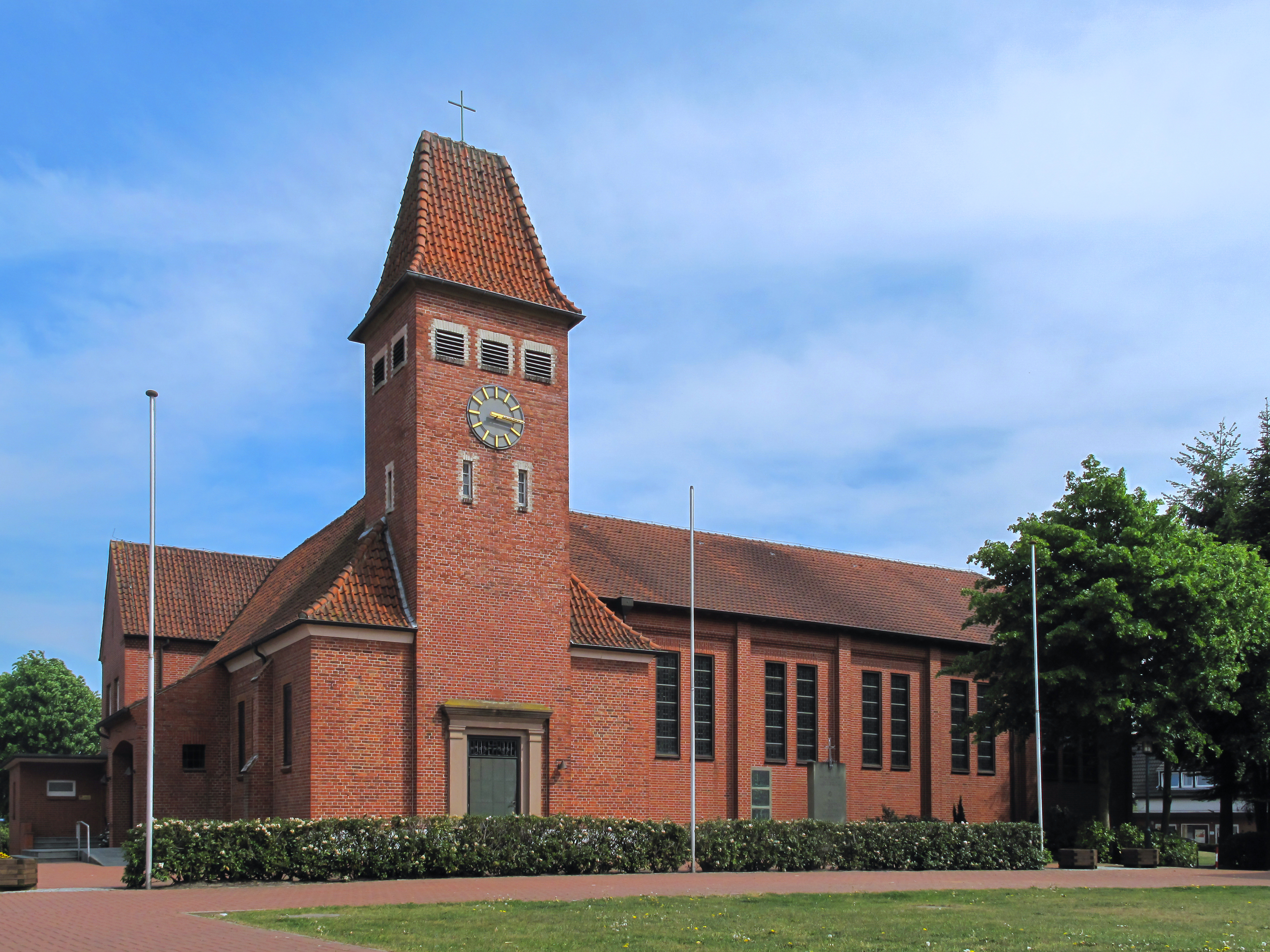
Osterbrock, Sankt Isidorkirche

Geeste ist eine an der Ems gelegene Gemeinde im zentralen westlichen Teil des Landkreises Emsland im westlichen Niedersachsen.

## Geographie

### Geographische Lage
Geeste liegt im Emsland zwischen Meppen im Norden und Lingen im Süden. Unmittelbar südöstlich der Gemeinde liegt das Speicherbecken Geeste und etwas weiter in dieser Richtung liegt die Lingener Höhe.

### Nachbargemeinden
Im Nordwesten grenzt die Gemeinde Geeste an die Gemeinde Twist, im Norden an die Stadt Meppen, im Osten an die Stadt Haselünne und die Samtgemeinde Lengerich. Im Süden an die Stadt Lingen, sowie an die Gemeinde Wietmarschen in der Grafschaft Bentheim.

### Gemeindegliederung
Zur Gemeinde Geeste gehören die Ortsteile Geeste, Groß- und Klein Hesepe, Osterbrock, Bramhar, Varloh und Dalum mit der Siedlung Großer Sand.
|  | 1. Bramhar 2. Dalum 3. Geeste 4. Groß Hesepe 5. Klein Hesepe 6. Osterbrock 7. Varloh |

## Geschichte
Ansiedlungen in urgeschichtlicher Zeit im Bereich der heutigen Gemeinde Geeste beschränken sich auf den hohen Geestrücken in Hesepe, Dalum und Geeste. Diese vorchristlichen Siedlungen entwickelten sich aus Einzelhöfen hin zu kleinen Zusammenschlüssen in der Form von Haufendörfern. Über die Ur- und Frühgeschichte menschlichen Lebens und menschlicher Tätigkeit auf dem Gebiet der heutigen Gemeinde Geeste und im weiteren Emsland geben eine Anzahl von Grabungen und Funden Auskunft. Hier sind besonders die Großsteingräber aus der Steinzeit (3300 – 2500/2200 v. Chr.) auf dem Hümmling sowie Geester Bodenfunde aus der Bronzezeit, der vorrömischen Eisenzeit und der römischen Kaiserzeit (2500/2200 v. Chr. – ca. 375 n. Chr.) zu nennen. Interessante Erkenntnisse ergaben die jüngsten Ausgrabungen im Bau-/Wohngebiet Geeste-Kottbree und im Ferienhausgebiet Emspark Auenwald: Scherben, wie sie in den Großsteingräbern auf dem Hümmling zentnerweise gefunden wurden, tauchten ebenso auf wie Standspuren nicht sehr großer, fester ebenerdiger Häuser. Bereits in den 1930er Jahren war in Osterbrock ein jungsteinzeitliches Einzelgrab der Zeit zwischen 2800 und 2500/2200 v.Chr. nachgewiesen worden. Bei den aktuellen Ausgrabungen im Feriengebiet Emspark Auenwald wurden gleich drei solcher Grabanlagen geborgen. Die Verstorbenen lagen seitlich mit angezogenen Beinen und angewinkelten Armen im Grab. Man hatte ihnen Tonbecher und Feuersteinklingen als Beigabe mit ins Grab gelegt. Auch aus der auf die Steinzeit folgenden Bronze- und vorrömischen Eisenzeit gibt es aus dem Raum Dalum - Geeste einzelne Fundstücke. Im Baugebiet Kottbree wurde in einer Urne als Beigabe eine kleine Bronzenadel entdeckt. Bereits in den 1950er Jahren wurde ein ausgedehnter Urnenfriedhof südöstlich von Dalum in der Flur "Dalen" entdeckt. Auf der Kottheide wurde zudem ein Bronzebeil gefunden. Besonders interessant ist in Geeste die römische Kaiserzeit: Im Baugebiet Geeste-Kottbree fanden sich neben den Grundrissen der Häuser auch gebrannte Eicheln für die Schweinemast, Glasperlen und eine römische Münze des Kaisers Constantin I. Den Hauptteil der Funde stellten Scherben verschiedenster Gefäße dar, darunter mit geometrischen Mustern verzierte Schüsseln. Bei den aktuellen Ausgrabungen im Ferienhausgebiet Emspark Auenwald wurden erstmals auch Brennöfen für Keramik nachgewiesen. Die Geländekuppe war offensichtlich über längere Zeit dicht bewohnt. Zu den Funden gehören grobe große Vorratsgefäße, aber auch dünnwandige Schalen und Teller. In einem Abgabenregister des Klosters Werden im heutigen Essen an der Ruhr findet sich die erste Erwähnung Geestes: Das um 890 entstandene Schriftstück erwähnt die Niederbrennung Geestes durch die Normannen – und belegt damit die Existenz Geestes seit mindestens 890 nach Christus. Um das Jahr 1000 nach Christus tauchen die Namen Dalum und Hesepe in historischen Einkünfteverzeichnissen des Klosters Corvey bei Höxter auf, die – obwohl in ihrer Datierung oft ungenau und zum Teil Abschriften aus späterer Zeit – dennoch einen wichtigen Meilenstein in der Geschichte der Gemeinde markieren. Im Jahre 1379 ist am Ostufer der Ems die Burg Vredevort durch die Herren von Langen errichtet worden, die aber schon vor 1400 wieder zerstört wurde.

### Eingemeindungen
Bereits vor dem Gutachten zur Gebiets- und Verwaltungsreform der „Weber-Kommission“ von 1969 hatte es eigene Anstrengungen einiger Gemeinden gegeben, sich zu größeren Einheiten zu verbinden. So schlossen sich am 22. Mai 1968 Groß Hesepe und Klein Hesepe zur Gemeinde „Groß Hesepe“ zusammen; am 25. Januar 1971 verbanden sich auf freiwilliger Basis Dalum, Geeste und Osterbrock zur Gemeinde „Geeste“. Mit Wirkung zum 1. März 1974 gliederten sich auch Groß Hesepe, Bramhar und Varloh sowie zum 1. April 1974 Bienerfeld-Nord in die neue Gemeinde Geeste ein.

### Ortsnamen
Bramhar (bei Meppen)
Erstmals eindeutig erwähnt 1480 (Holthing, Meppen). Braom, Bram-har, Bram-haar: Besenginster auf einer Anhöhe, Sanddüne = Ginsterhügel /-höhe. Das Bestimmungswort bram = Dorn, Stachel; aus indogerm. bhrom/bhrem = eine Spitze bilden; es beschreibt die Einhegung eines Ortes. Das Grundwort har/her = Frauenhaar, Göttin Ertha, Hera; aus germ. hera, vgl. althochdtsch./altsächs./altnord. har benennt einen Ort der Verehrung der (Erd-)Göttin. Es handelte sich also vermutlich um einen ringsum mit Dornen umgebenen Kultplatz, an dem die Erdgöttin verehrt wurde.
Dalum
Gegründet in sächsischer Zeit, vor 700 n. Chr., erstmals eindeutig erwähnt um das Jahr 1000 n. Chr. (Corvey). Dalamum, Dal-ham, Dalem: Heim (um, em) im Tal (Dal) oder niedriger Weideplatz oder Bachniederung („Bääke“), ham = Winkel. Zwischen Dalum und Geeste lag die Burg Vredevort an der Ems.
Geeste
Gegründet in sächsischer Zeit, vor 700 n. Chr., erstmals eindeutig erwähnt 890–900 (Werden). gest, geest: trockener, unfruchtbarer Sandrücken, mageres Land. Geczi (890), Gehse (1350), Geiße (1649).
Hesepe
Gegründet in sächsischer Zeit, vor 700 n. Chr.; beinhaltet zwei Wortstämme von hohem Alter. Der Name kommt erstmals in den Corveyer Registern um 1000 als Hasba vor, 1181 erscheint der Ortsname bereits in der jetzigen Form Hesepe. Das Grundwort epe, alte Form apa, findet sich in ganz Deutschland, am meisten im Sauerland, und bezeichnet überall einen kleinen Wasserlauf. Man glaubt darin das sanskr. Ambhas (Wasser), lat. amnis, alt ambnis, sowie auch das griech. ombros, lat. imber (Platzregen) und ebenfalls das keltisch-irische abh (Fluss) zu finden, also kurzum ein indogerm. Urstammwort. Schwieriger zu deuten ist das Bestimmungswort has oder häs (stets lang gesprochen: Häsepe). Die alte Form Hasba (wohl richtiger Hasapa) kann für Hesepe das has nicht vom Fluss Hase herleiten, da dann eine den alten Ortsnamen fremde Doppelung vorläge. Has und Haas findet sich in Ortsnamen häufig, ohne einen einheitlichen Schluss zuzulassen. Am ehesten ist an die Bedeutung has = dunkel, Nebel, zu denken, was auch auf das Wasser der Hase bzw. Ems gut passt.
Osterbrock
Gegründet 1907 als Gut Geeste. 1932 Privatisierung und Umwandlung zur Gemeinde Osterbrock. Ossenbruch – Ochsenbruch – Osterbrock.
Varloh (bei Meppen)
Erstmals eindeutig erwähnt 1146 (Corvey, Werden). far (Schaf, vgl. Färöer, Schafinseln) und lo, loh auch la (Buschwerk, Wald, lichter Eichenbestand), also eine mit Buschwerk bestandene Schafweide. Varnla (1146).

## Einwohnerentwicklung
| Jahr | Einwohner |
| ---- | --------- |
| 1885 | 1557      |
| 1905 | 1530      |
| 1939 | 3302      |
| 1960 | 7300      |
| 1974 | 9126      |

| Jahr | Einwohner |
| ---- | --------- |
| 1980 | 9357      |
| 1990 | 9419      |
| 2000 | 10.924    |
| 2010 | 11.272    |
| 2013 | 11.159    |

## Politik
Geeste hat den Status einer Einheitsgemeinde.

### Gemeinderat
Der Rat der Gemeinde Geeste besteht aus 26 Ratsfrauen und Ratsherren. Dies ist die festgelegte Anzahl für eine Gemeinde mit einer Einwohnerzahl zwischen 10.001 und 11.000. Der Gemeinderat wird durch eine Kommunalwahl für jeweils fünf Jahre gewählt. Stimmberechtigt im Rat ist außerdem der hauptamtliche Bürgermeister Helmut Höke von der CDU.
Die aktuelle Amtszeit begann am 1. November 2021 und endet am 31. Oktober 2026. AfD-Gemeinderatsmitglied seit 2021 ist der künftige Bundestagsabgeordnete Danny Meiners.
Bei den letzten Gemeinderatswahlen kam es zu folgenden Ergebnissen:
| Partei/Wählergruppe             | 2021    | 2016    |
| ------------------------------- | ------- | ------- |
| CDU                             | 16      | 17      |
| SPD                             | 5       | 7       |
| Unabh. Wählergemeinschaft (UWG) | 2       | 2       |
| Grüne                           | 2       | –       |
| AfD                             | 1       | –       |
| Gesamt                          | 26      | 26      |
| Wahlbeteiligung                 | 63,04 % | 59,12 % |

### Bürgermeister
Hauptamtlicher Bürgermeister der Gemeinde Geeste ist seit 2014 Helmut Höke (CDU). Bei der letzten Bürgermeisterwahl 2021 wurde er mit 69,37 Prozent der Stimmen im ersten Wahlgang wiedergewählt. Sein Gegenkandidat Ralph Brodel (SPD) erhielt 30,63 Prozent. Die Wahlbeteiligung lag bei 63,02 Prozent. Höke trat sein Amt zum 1. November 2021 an.
Liste ehemaliger Amtsinhaber
- 1974–1986: Johannes Over (zuvor Bürgermeister der Gemeinde Dalum seit 1969)
- 1986–1991: Heinz Aepken
- 1991–1996: Gerrit Meyer
- 1996–2001: Heinz Aepken
- 2001–2014: Hans-Josef Leinweber (CDU), erster hauptamtlicher Bürgermeister

### Gemeindedirektor
Zur Zeit der Zweigleisigkeit der Kommunalverwaltung gab es neben dem ehrenamtlichen Bürgermeister einen hauptamtlichen Gemeindedirektor, der die Gemeindeverwaltung leitete.
- 1974–2001: Heinrich Brinkmann

### Wappen
| Wappen, Gemeinde Geeste | Blasonierung: In Grün ein schräglinker silberner Wellenbalken, begleitet oben von einem silbernen Bohrturm, unten von einem achtspeichigen silbernen Wagenrad. Die Gemeinde Geeste entstand durch den Zusammenschluss der oben genannten Ortsteile. Alle der früher eigenständigen Gemeinden liegen rechts und links der Ems. Deshalb ist im Wappen der Gemeinde ein weißer Wellenbalken als Zeichen für die Ems. Die Gemeinde ist eine Landgemeinde, deshalb ist der Hintergrund grün. In dieser Gemeinde haben Landwirtschaft und die Erdölförderung eine große Bedeutung, weshalb im Wappen auch ein Bohrturm und ein Wagenrad abgebildet sind. Die acht Speichen des Wagenrads stehen für die acht Altgemeinden. |

### Flagge
| Banner, Gemeinde Geeste | Flagge, Gemeinde Geeste | Die Farben der Gemeinde Geeste sind Grün und Weiß. Das Banner der Gemeinde Geeste ist grün – weiß – grün, 1:3:1, längsgestreift, in der Mitte der oberen Hälfte der weißen Bahn zeigt das Banner das Gemeindewappen. Die Flagge der Gemeinde Geeste ist grün – weiß – grün, 1:3:1, waagerecht gestreift, in der Mitte der weißen Bahn zeigt die Flagge das Gemeindewappen. |

## Kultur und Sehenswürdigkeiten

### Archiv
Im Jahre 2010 wurde das Archiv der Gemeinde Geeste im Alten Rathaus in Dalum eingerichtet, das die Unterlagen aller ehemals eigenständigen Gemeinden umfasst und von dem Historiker Martin Koers geleitet wird.

### Erinnerungsort Lager XII Dalum
Seit Juni 2023 befindet sich im denkmalgeschützten Gebäudeensemble des ehemaligen Emslandlagers XII Dalum ein Erinnerungsort mit einer Dauerausstellung zum Themenkomplex emsländische Kriegsgefangenenlager und Außenlager des KZ Neuengamme.

## Tourismus

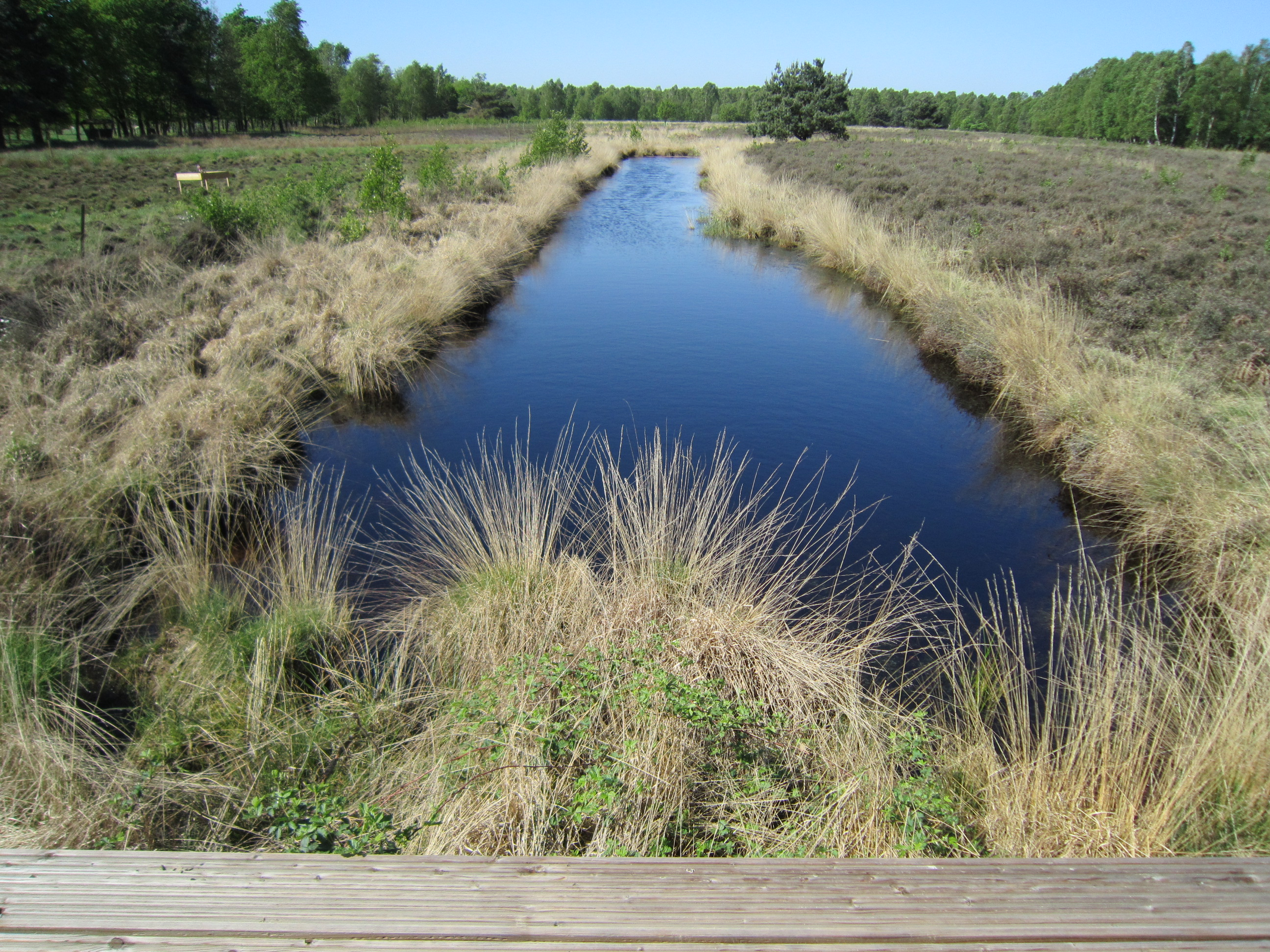
Moorlandschaft im Emsland Moormuseum Groß Hesepe

Touristische Ziele sind unter anderem:
- der Speichersee in Geeste
- das Emsland Moormuseum in Groß Hesepe (Moormitte)
- die historische, restaurierte Ölpumpe in Dalum
- der nahegelegene Emsblick
- die Radwanderwege in und um Geeste
- die ökumenische Autobahnkapelle „Jesus – Brot des Lebens“ am Parkplatz „Heseper Moor“ in Nord-Süd-Richtung an der Bundesautobahn 31 im Gemeindegebiet von Geeste

## Verkehrsanbindungen
- PKW: A 31/Abfahrt 23, B 70
- Bahn: Bahnhof Geeste (RE 15 „Emsland-Express“ Münster–Emden (stündlich)) im Ortsteil Osterbrock

| Linie | Verlauf | Takt   | Betreiber     |
| ----- | --- | ------ | ------------- |
| RE 15 | Emsland-Express: (Emden Außenhafen –) (nur bei Schiffsverkehr) Emden Hbf – Leer (Ostfriesl) – Papenburg (Ems) – Aschendorf – Dörpen – Lathen – Haren (Ems) – Meppen – Geeste – Lingen (Ems) – Leschede – Salzbergen – Rheine – (Rheine-Mesum –)* Emsdetten – (Reckenfeld –)* Greven (← (Münster Zentrum Nord –)* Münster (Westf) Hbf * nur einzelne Züge Stand: Fahrplanwechsel Dezember 2023 | 60 min | WestfalenBahn |
- Schiff: Dortmund-Ems-Kanal

## Persönlichkeiten

### Söhne und Töchter der Gemeinde
- Johann Gerhard Bekel (genannt Hermann Eilers), (1745–1795), Hochmoorpionier
- Heinrich Kuhr (1892–1971), Politiker
- Aloys Coppenrath (1933–2013), Kaufmann und Unternehmer

### Persönlichkeiten, die mit der Gemeinde verbunden sind
- Christian Drosten (* 1972), Virologe